# NGC 533
NGC 533 est une très vaste galaxie elliptique située dans la constellation de la Baleine. NGC 533 a été découverte par l'astronome germano-britannique William Herschel en 1785.

## Caractéristiques
Sa vitesse par rapport au fond diffus cosmologique est de 5 240 ± 23 km/s, ce qui correspond à une distance de Hubble de 77,3 ± 5,4 Mpc (∼252 millions d'al).
À ce jour, 13 mesures non basées sur le décalage vers le rouge (redshift) donnent une distance de 68,269 ± 22,357 Mpc (∼223 millions d'al), ce qui est à l'intérieur des valeurs de la distance de Hubble. Notons cependant que c'est avec la valeur moyenne des mesures indépendantes, lorsqu'elles existent, que la base de données NASA/IPAC calcule le diamètre d'une galaxie et qu'en conséquence le diamètre de NGC 533 pourrait être d'environ 89,9 kpc (∼293 000 al) si on utilisait la distance de Hubble pour le calculer.

## Paire de galaxies
Les galaxies NGC 533 et NGC 550 sont dans la même région de la sphère céleste et, selon Abraham Mahtessian, ils forment une paire de galaxies.